# 1873-as pesti vasúti baleset
A pesti vasúti baleset 1873. május 6-án délelőtt 11 órakor történt a Pesti indóház közelében.

## Leírása
A Szeged–Cegléd felől érkező, szlovén vasútépítő munkásokat szállító vonatot pályafelújítási munkák miatt felbontott vágányra terelték. A felbontott pályaszakaszra érve a vonat kisiklott, a kocsik egymásra borultak. A balesetben 26-an életüket vesztették. A mozdonyvezető túlélte a balesetet, a mozdony fűtője meghalt. A vonatot a Ménes nevű gőzmozdony továbbította.
A baleset utáni vizsgálat során őrizetbe vették a kőbányai állomás Biedermann nevű szolgálattevőjét, akit a mozdonyvezető értesítésének elmulasztásával gyanúsítottak meg.